# Szymon Wojtyna
Szymon Wojtyna (Nysa, 11 de junio de 1995) es un deportista polaco que compite en tiro, en la modalidad de pistola. Ganó una medalla de bronce en el Campeonato Mundial de Tiro de 2022, en la prueba de pistola 50 m mixto.

## Palmarés internacional
| Campeonato Mundial | Campeonato Mundial | Campeonato Mundial | Campeonato Mundial |
| Año                | Lugar              | Medalla            | Prueba             |
| ------------------ | ------------------ | ------------------ | ------------------ |
| 2022               | El Cairo (Egipto)  | Medalla de bronce  | Pistola 50 m mixto |